# شهاب المهاجر
شهاب المهاجر (مواليد 28 أكتوبر 1994) هو زعيم تنظيم الدولة الإسلامية - ولاية خراسان منذ عام 2020. وهو مواطن عراقي بحسب تحليل أجرته بي بي سي نيوز ومركز الدراسات الاستراتيجية والدولية. يستخدم الاسم المستعار سناء الله الصادق.
عندما تأسس تنظيم الدولة الإسلامية في أفغانستان، كان حافظ سعيد خان رئيسه ونائبه الملا عبد الرؤوف، وهو عضو سابق في طالبان. نفذت الولايات المتحدة غارات جوية قتلت الملا عبد الرؤوف في عام 2015 وحافظ سعيد خان في عام 2016. وفي عام 2020، تم تعيين المهاجر كقائد لها وقائد عمليات تنظيم الدولة الإسلامية - ولاية خراسان ليصبح العقل المدبر والشخصية الرئيسية. كما ورد أنه أول مواطن ليس أفغانيًا أو باكستانيًا يقود تنظيم داعش خراسان.
كان شهاب المهاجر سابقًا قائدًا في شبكة حقاني وعضوًا في تنظيم القاعدة قبل أن ينشق ويصبح قائدًا لتنظيم داعش في خراسان المعارض بشدة لطالبان. بعد هجوم مطار كابول عام 2021 الذي دبره المهاجر، أعلنت حركة طالبان أنها ستتخذ كل الإجراءات الممكنة للقبض عليه.
في 21 كانون الأول (ديسمبر) 2021، أضافت لجنة الجزاءات المفروضة على تنظيم الدولة الإسلامية (داعش) والقاعدة التابعة لمجلس الأمن التابع للأمم المتحدة المهاجر (تحت أحد الأسماء المستعارة له، سناء الله غفاري) إلى قائمة العقوبات.
في 22 ديسمبر 2021، اتبع مجلس الاتحاد الأوروبي الأمم المتحدة بإضافة المهاجر إلى قائمة العقوبات الخاصة بهم.
في 8 فبراير 2022، أعلنت الولايات المتحدة عن مكافأة تصل إلى عشرة ملايين دولار، لمن يدلي بمعلومات تؤدي إلى الكشف عن هوية أو مكان زعيم تنظيم داعش في أفغانستان، سناء الله غفاري، أو معلومات للقبض على المسؤولين عن هجوم وقع في أغسطس 2021 عند مطار كابل.